# Gianpietro Carlesso
Gianpietro Carlesso (Bolzano, 1961) è un artista italiano.

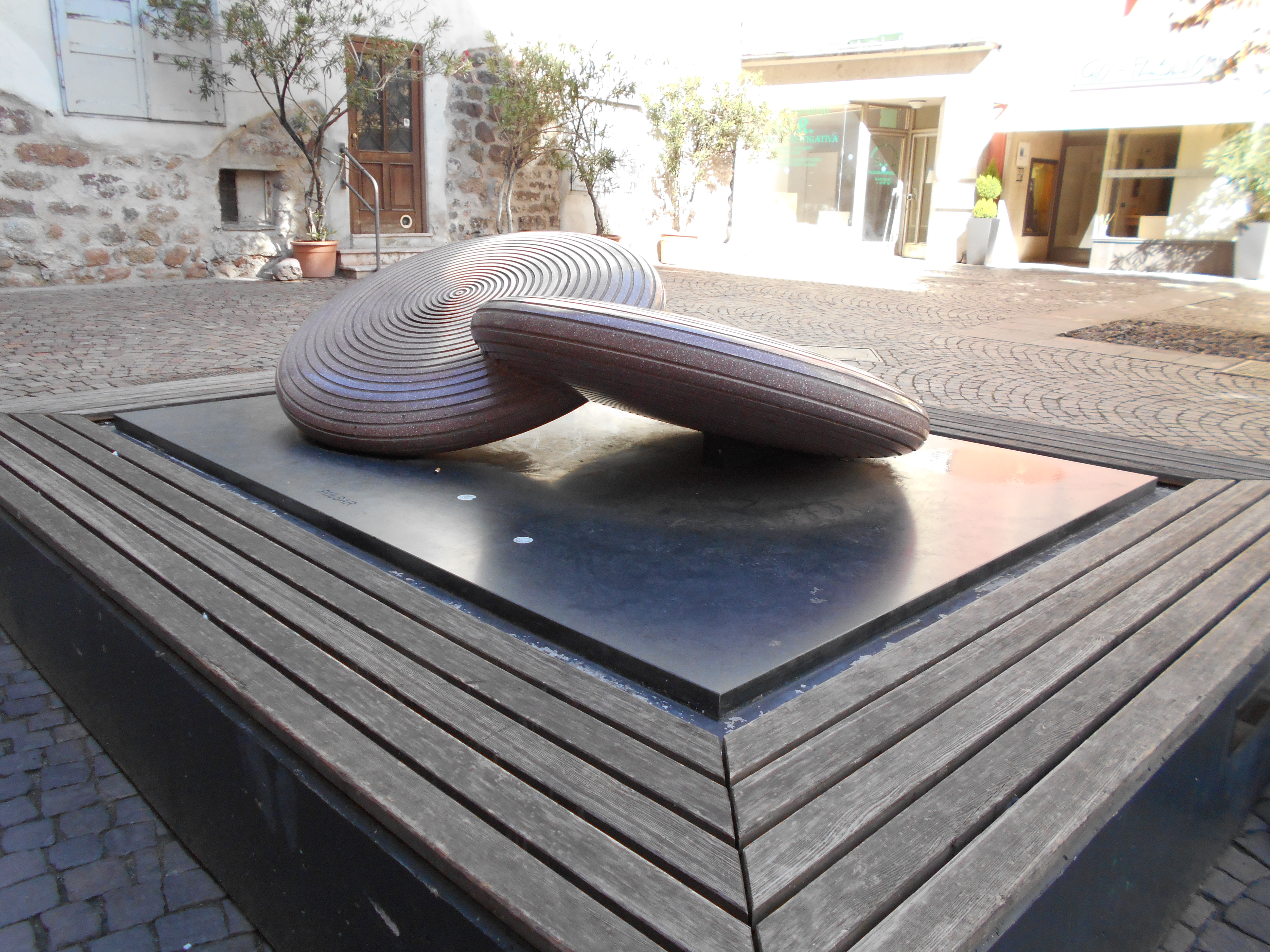
Pulsar 2009, ubicata in vicolo Gumer a Bolzano

Dopo i primi studi all'Istituto Statale d'Arte di Trento, Carlesso si è formato all'Accademia di Belle Arti di Urbino, dove è poi tornato come docente di scultura negli anni '90. Nel 1989 una borsa di studio del Wilhelm Lehmbruck Museum di Duisburg gli ha permesso di lavorare per un anno in uno studio alle Acciaierie Krupp di Rheinhausen, e di poter esporre il risultato della propria ricerca in una personale al museo.. Si deve a questa esperienza l'interesse di Carlesso per la scultura di dimensioni monumentali.
Dopo il 1992 Gianpietro Carlesso ha abbandonato l'insegnamento per dedicarsi alla produzione artistica, in particolare esponendo alla Galleria Niccoli di Parma e alla Galleria Schrade di Ulma.
Da un lungo periodo trascorso sull'altipiano delle Murge in Puglia, e dalla visione delle cave di tufo, Carlesso ha tratto l'ispirazione per la mostra Decostruzioni presentata al Palazzo dei Diamanti di Ferrara nel 1992, al Museion di Bolzano e al Chiostro del Buon Gesù a Fabriano. Secondo la critica Marisa Vescovo, questa esperienza ha cambiato la direzione della ricerca artistica di Carlesso, che da allora cerca nelle proprie sculture di "ri-disegnare il rapporto tra natura e uomo".
Nel 1998 ha partecipato a una collettiva al Museo d'arte moderna di Dubrovnik; nel 2005 ha una personale alla Galleria d'Arte Civica di Lubiana e nel 2008 partecipa alla sezione Architettura della Biennale di Venezia con l'opera Equilibrio della città in divenire.